# Kannst du nicht schlafen, kleiner Bär?
Kannst du nicht schlafen, kleiner Bär? (englischer Originaltitel Can’t You Sleep, Little Bear?) ist das erste Buch aus der Bilderbuch-Reihe mit dem kleinen und großen Bären des nordirischen Kinderbuchautors Martin Waddell, das im Jahr 1988 mit Illustrationen von Barbara Firth beim Verlag Walker Books veröffentlicht wurde. Die deutsche Erstausgabe in einer Übersetzung von Regina Zwerger erschien 1989 beim Annette Betz Verlag.

## Inhalt
Der kleine Bär lebt mit dem großen Bären in einer Bärenhöhle. Nach einem Tag voll Sonnenschein und gemeinsamen Spielen im Freien bringt der große Bär den kleinen Bären in ihrer Höhle zu Bett und setzt sich selbst zum Kamin, um ein Bärenbuch zu lesen. Doch der kleine Bär kann nicht einschlafen. Auf Nachfrage des großen Bären meint das Bärenkind, es fürchte sich vor der Dunkelheit. Daraufhin bringt der große Bär der Reihe nach immer größer werdende Laternen, damit sich der kleine Bär nicht mehr fürchten muss. Der große Bär wird dabei immer wieder beim Lesen seines Buchs unterbrochen. In der Höhle ist es durch die Laternen nun zwar hell, doch das Bärenkind kann immer noch nicht schlafen und begründet dies damit, dass es ja draußen vor der Höhle nach wie vor dunkel sei. Daraufhin nimmt der große Bär den kleinen an die Hand und geht mit ihm hinaus in die finstere Nacht. Der kleine Bär fürchtet sich und schmiegt sich an den großen. Dieser beruhigt ihn mit den Worten, dass er ihm den großen leuchtenden Mond und all die funkelnden Sterne gebracht habe. Daraufhin schläft der kleine Bär in den Armen des großen Bären ein. Zusammen mit dem schlafenden Bärenkind kehrt der große Bär schließlich in die Höhle zurück, setzt sich in den gemütlichen Polstersessel vor dem Kamin und kann dort endlich sein Buch fertig lesen, ehe er selbst einschläft.

## Rezeption
Claire Watts schreibt in ihrer Buchrezension: „Kannst du nicht schlafen, kleiner Bär? eignet sich hervorragend zum Vorlesen. Bei jedem Lesen entdecken Kinder neue Details in den bezaubernden Illustrationen. Zur Vorbereitung studierte Barbara Firth stundenlang Bären im Zoo – mit Erfolg: Nie waren Kinderbuchbären so‚ bärig‘.“ Susan Scheps schreibt im School Library Journal: „Der kleine Bär ist der Inbegriff eines Kindes, das hartnäckig (aber liebenswert) nach etwas mehr Aufmerksamkeit und einer letzten Umarmung drängt. Das sanfte Geplänkel zwischen den beiden Figuren, kombiniert mit einem Hauch von sich wiederholenden Formulierungen, trägt dazu bei, dass das Buch auf Kinder eine magische Anziehungskraft ausübt. Es wird sicher in vielen Haushalten zu einem beliebten Gute-Nacht-Ritual werden.“

## Auszeichnungen
Firths Illustrationen in Kannst du nicht schlafen, kleiner Bär? wurden 1988 mit einer Kate Greenaway Medal ausgezeichnet.

## Referenzen
Kannst du nicht schlafen, kleiner Bär? ist in dem literarischen Nachschlagewerk 1001 Kinder- und Jugendbücher – Lies uns, bevor Du erwachsen bist! für die Altersstufe 3+ Jahre enthalten.

## Ausgaben
- Can’t You Sleep, Little Bear? Walker Books, UK 1988 (englisch).
- Kannst du nicht schlafen, kleiner Bär? Annette Betz Verlag, Wien 1989. (deutsche Erstausgabe)